# Haworthia caesia
Haworthia caesia är en grästrädsväxtart som beskrevs av M. Hayashi. Haworthia caesia ingår i släktet Haworthia och familjen grästrädsväxter. Inga underarter finns listade i Catalogue of Life.